# 開元街道
開元街道（かいげんがいどう）は、廈門市思明区の街道。現行行政地名は開元街道美湖社区、開元街道虎渓社区などの社区12個がある。面積は5.7 km²。

## 行政区画
12街道を管轄する。
| 番号 | 社区名   | 番号 | 社区名     |
| ---- | -------- | ---- | ---------- |
| 01   | 深田社区 | 07   | 渓岸社区   |
| 02   | 美仁社区 | 08   | 西辺社区   |
| 03   | 後江社区 | 09   | 陽台山社区 |
| 04   | 湖浜社区 | 10   | 美湖社区   |
| 05   | 希望社区 | 11   | 虎渓社区   |
| 06   | 坑内社区 | 12   | 天湖社区   |

## 観光地
- 廈門中山公園

- 廈門園林植物園

## 施設
- 介護施設：

- 図書館：

### 交通
- 地下鉄の駅：廈門地下鉄 ■1号線中山公園駅・将軍祠駅

### 教育
- 大学：

- 中学：

- 小学：

### 医療
- 病院：

### 娯楽
- 体育館：